# Saint Lucia

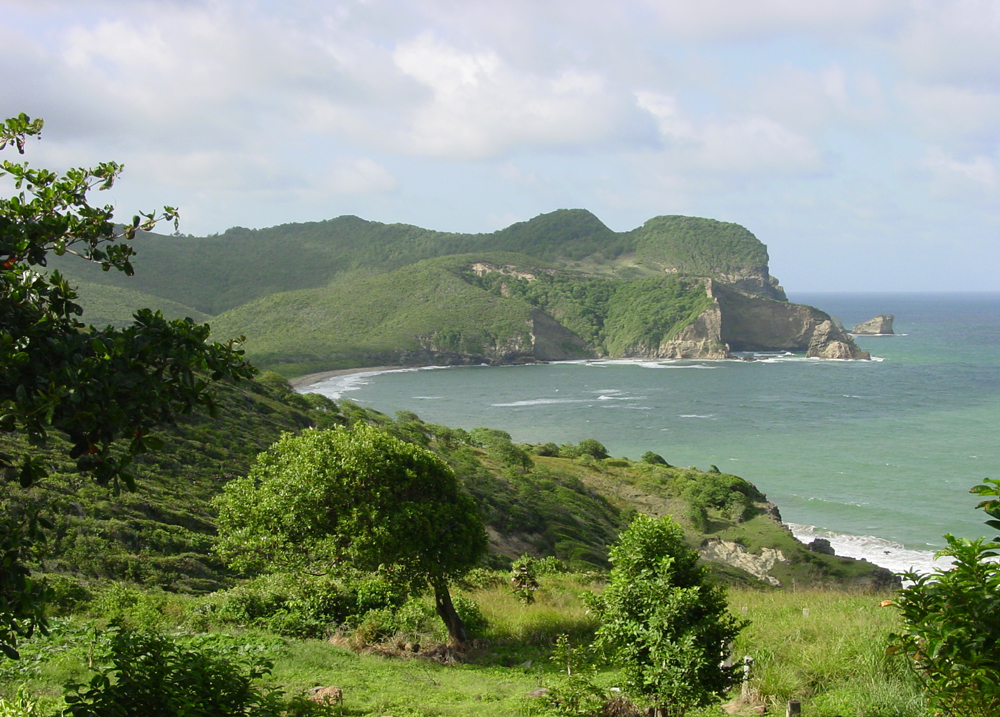

Saint Luciaⓘ (wym. [seɪnt ˈluʃə]) – państwo w Ameryce Środkowej na Morzu Karaibskim, na wyspie o tej samej nazwie należącej do archipelagu Wysp Nawietrznych, części Małych Antyli.

## Ustrój polityczny
Monarchia konstytucyjna, członek brytyjskiej Wspólnoty Narodów. Konstytucja została uchwalona w 1979. Głową państwa jest monarcha brytyjski, reprezentowany przez mianowanego przez siebie gubernatora generalnego. Władza ustawodawcza należy do 2-izbowego parlamentu, złożonego z 11-osobowego senatu, mianowanego przez gubernatora i 17-osobowej Izby Zgromadzenia, wybieranej na 5 lat w wyborach powszechnych. Władza wykonawcza należy do rządu powoływanego przez gubernatora na wniosek premiera i odpowiedzialnego przed Izbą Zgromadzenia. Na premiera gubernator powołuje przywódcę większości w Izbie Zgromadzenia.

## Geografia
Wyspa górzysta (wys. do 950 m), pochodzenia wulkanicznego – w zachodniej części wyspy kaldera wulkanu Qualibou (wys. 777 m), Ostatnia erupcja 1766 rok. Wzdłuż wybrzeża występują rafy koralowe. Klimat równikowy wilgotny. Latem i jesienią silne cyklony. Gorące źródła mineralne.
- Najwyższe miejsce: Mount Gimie 950 m n.p.m.
- Najniższe miejsce: Ocean Atlantycki 0 m n.p.m.

## Historia
Wyspa pierwotnie zamieszkana przez Karaibów pochodzących z rejonu Gujany w Ameryce Południowej, którzy zasiedlali Antyle począwszy od III w. p.n.e. Odkryta prawdopodobnie w 1502 przez Krzysztofa Kolumba. Po raz pierwszy została skolonizowana przez Francuzów w 1635, 25 lat później, w roku 1660, został podpisany traktat z tubylcami. Niedługo później Saint Lucia zainteresowali się Brytyjczycy, była przez długi czas przedmiotem sporu pomiędzy potęgami, przechodziła przez lata z rąk do rąk. W 1814 r. podpisano Traktat Paryski, na mocy którego Francuzi zrzekli się wyspy. W tamtym okresie na Saint Lucia sprowadzano masowo afrykańskich niewolników. Ten proceder został w roku 1834 zakazany prawnie. W latach 1958–1962 wyspa była częścią Federacji Indii Zachodnich. Od 1967 terytorium stowarzyszone z Wielką Brytanią. Od 22 lutego 1979 niepodległe, urząd premiera objął wtedy John Compton, którego w tym samym roku zastąpił Allan Louisy. W 1981 Louisy zrezygnował z funkcji premiera, zastąpił go Winston Cenac. Compton w 1982 odzyskał władzę jako szef rządu utworzonego przez Partię Pracy. Ponownie został premierem w 1987 i 1992. W 1997 premierem został Kenny Anthony.
Od 1990 działa na rzecz unii ekonomicznej i politycznej z Dominiką, Grenadą oraz Saint Vincent i Grenadynami.

## Gospodarka
Podstawą gospodarki państwa jest turystyka, generująca 80% PKB. Udział produkcji przemysłowej w PKB to 16%, rolnictwa – 3%. W latach 2008−2012 Saint Lucia rozwijała się w tempie nie przekraczającym 1%, do czego przyczynił się ogólnoświatowy kryzys gospodarczy i huragan z 2010, który zniszczył uprawy bananowców. W 2013 roku relacja długu publicznego do PKB osiągnęła wartość 73,6%, średnia inflacja wyniosiła 1,5%, natomiast bezrobocie sięgnęło 21,4%. Liczba odwiedzających wyspę w roku 2013 była o 3,2% większa porównaniu z 2012. Wydatki turystów na Saint Lucia w tym czasie wzrosły o 10,1%, w związku z poprawą sytuacji na rynku Stanów Zjednoczonych. W 2009 na Saint Lucia przybyło 98 685 turystów ze Stanów Zjednoczonych, 28 563 z Kanady, 8619 z Europy oraz 64 424 z innych krajów czy obszarów.
W 2012 roku głównymi partnerami w eksporcie były: Stany Zjednoczone (34%), Trynidad i Tobago (23,2%), UE (17%), Barbados (8,5%) oraz Saint Vincent i Grenadyny (3%), natomiast w imporcie: Stany Zjednoczone (42,6%), Trynidad i Tobago (23,8%), UE (8,4%), Japonia (4,3) oraz Barbados (3,5%).
Saint Lucia jest członkiem organizacji regionalnych: OPA (Organizacja Państw Amerykańskich), Organizacja Państw Wschodniokaraibskich (OECS), CARICOM, CARIFORUM, ALBA, Petrocaribe. Należy do wyspecjalizowanych agend ONZ, m.in. UNCTAD, UNESCO i FAO.
Głównymi zasobami naturalnymi Saint Lucia są lasy i zasoby geotermalne. W uprawie dominują banany, mango, palmy kokosowe, ananasy, kakaowce, drzewka cytrusowe, pochrzyn, papryka i imbir. Eksportowymi towarami są banany, odzież, orzechy i olej kokosowy, cytrusy i awokado.

## Demografia
85,3% populacji stanowią czarnoskórzy, osoby o mieszanej etniczności 10,9% a 2,2% osoby pochodzenia Hinduskiego, pozostali 1,6%, osoby o nieokreślonej przynależności 0,1% (stan w 2010).
W 2005 alfabetyzacja mieszkańców wyniosła 90%. Przewidywana długość życia kobiet wyniosła 77 lat, mężczyzn – 70.

## Religia
Struktura religijna kraju w 2010 roku według The World Factbook:
- katolicy – 61,5%,

- protestanci – 27,8%:
  - adwentyści dnia siódmego – 10,4%,
  - zielonoświątkowcy – 8,5%,
  - pozostali (ewangelikalni, baptyści, anglikanie, Kościół Boży i inni) – 8,9%,
- bez religii – 5,9%,
- rastafarianie – 1,9%,
- niesprecyzowani – 1,4%,
- świadkowie Jehowy – 1,1%,  Osobny artykuł: Świadkowie Jehowy na Saint Lucia.
- pozostałe religie – 0,4%.